# قحطی بزرگ کیوهو

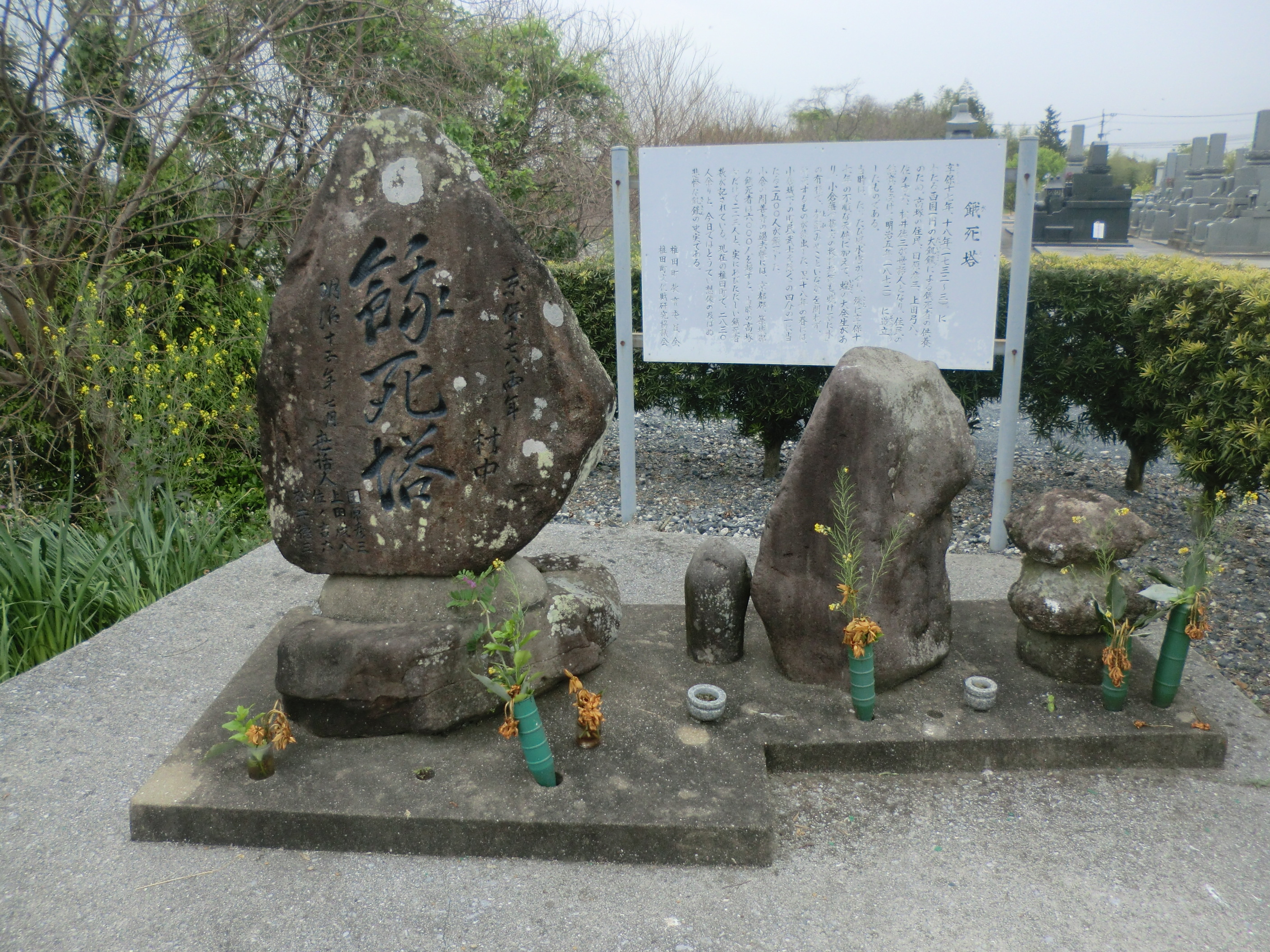
سنگ بنای یاد بود قحطی زدگان کیوهو

قحطی بزرگ کیوهو (به ژاپنی: 享保の大飢饉, Kyōhō no daikikin) قحطی‌ای بود که در زمان امپراتور ناکامیکادو در دوره ادو در کیوشو در ژاپن رخ داد. تخمین زده می‌شود که ۱۲۱۷۲–۱۶۹٬۰۰۰ نفر در اثر گرسنگی جان خود را از دست دادند. قحطی به نام دوره کیوهو (۱۷۱۶–۱۷۳۶) نامگذاری شده‌است، این قحطی در سال ۱۷۳۲ آغاز شده و تا سال ۱۷۳۳ ادامه داشت. شوگون حاکم در هنگام قحطی توکوگاوا یوشیمونه بود.